# Trierweiler
Trierweiler (luxemburgisch Tréierwëller) ist eine Ortsgemeinde im Landkreis Trier-Saarburg in Rheinland-Pfalz. Sie gehört der Verbandsgemeinde Trier-Land an.

## Gemeindegliederung
Die Gemeinde gliedert sich in vier Ortsteile bzw. Ortsbezirke (Einwohnerzahlen am 31. Januar 2025):
| Ortsbezirk  | Zugehörende Wohnplätze                                                                              | Einwohner |
| ----------- | --------------------------------------------------------------------------------------------------- | --------- |
| Fusenich    | | 273       |
| Sirzenich   | Neuhaus (westlicher Teil, östlicher Teil zur Ortsgemeinde Aach), Gaststätte Schützenhaus            | 1.401     |
| Trierweiler | Haus Ferring, Niederweiler, Siedlung, Mühlenhof, Hans-Josef-Reuter-Haus, Marienhof, Auf dem Weier 1 | 1.907     |
| Udelfangen  | Katzenbach, Dreikönigshof                                                                           | 283       |

## Geschichte

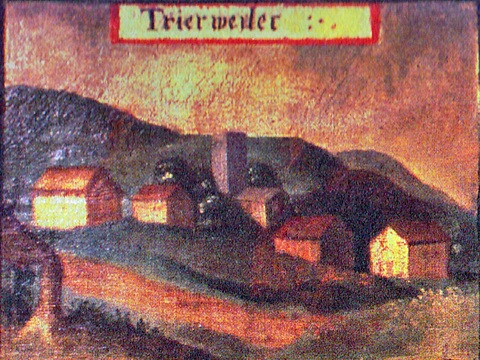
Abbildung von Trierweiler auf dem Trierer Gerichtsbild von 1589

Die Entstehung der Ortsteile von Trierweiler vollzog sich in verschiedenen Jahrhunderten. Der Name von Sirzenich findet sich zum ersten Mal 975 als Sarceni, Udelfangen Odolvinga wurde 1030 urkundlich erwähnt. Trierweiler geht auf Villarium in monte (1202) und Fusenich auf Vosene (1259) zurück.
Dass die Region um Trierweiler bereits in vergangenen Jahrhunderten ein beliebtes Siedlungsgebiet war, zeigen u. a. die in Sirzenich entdeckten römischen und fränkischen Funde.
Udelfangen ist auch überregional durch seinen Udelfanger Sandstein bekannt, der u. a. beim Bau des Reichstags in Berlin verwendet und ins Ausland und nach Übersee verfrachtet wurde. Es war und ist ein beliebter Naturstein der Steinbildhauer.
1816 wurde Trierweiler Sitz der Bürgermeisterei Trierweiler im Landkreis Trier, der 1969 im Landkreis Trier-Saarburg aufging.
Die heutige Gemeinde wurde am 20. März 1971 aus den Gemeinden Sirzenich und Trierweiler neu gebildet. Am 16. März 1974 wurden die beiden bis dahin selbständigen Gemeinden Fusenich und Udelfangen eingemeindet.
Bevölkerungsentwicklung
Die Entwicklung der Einwohnerzahl von Trierweiler bezogen auf das heutige Gemeindegebiet; die Werte von 1871 bis 1987 beruhen auf Volkszählungen:
| Jahr | Einwohner |
| ---- | --------- |
| 1815 | 521       |
| 1835 | 862       |
| 1871 | 1.034     |
| 1905 | 1.086     |
| 1939 | 1.441     |

| Jahr | Einwohner |
| ---- | --------- |
| 1950 | 1.257     |
| 1961 | 1.354     |
| 1970 | 1.559     |
| 1987 | 2.438     |
| 1997 | 3.384     |

| Jahr | Einwohner |
| ---- | --------- |
| 2005 | 3.488     |
| 2011 | 3.680     |
| 2017 | 3.803     |
| 2023 | 3.843     |

## Politik

### Gemeinderat

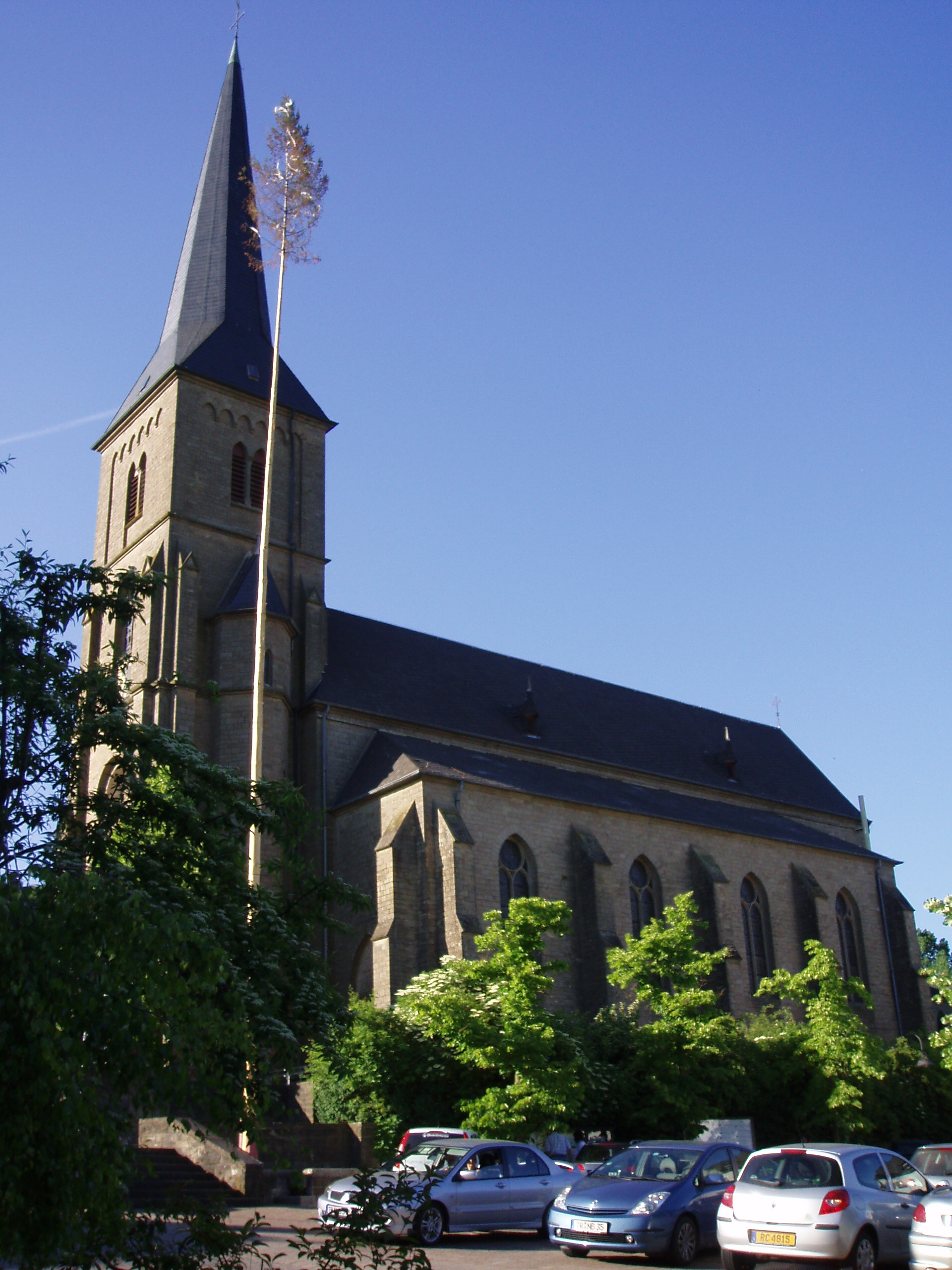
St. Dionysius (Trierweiler)

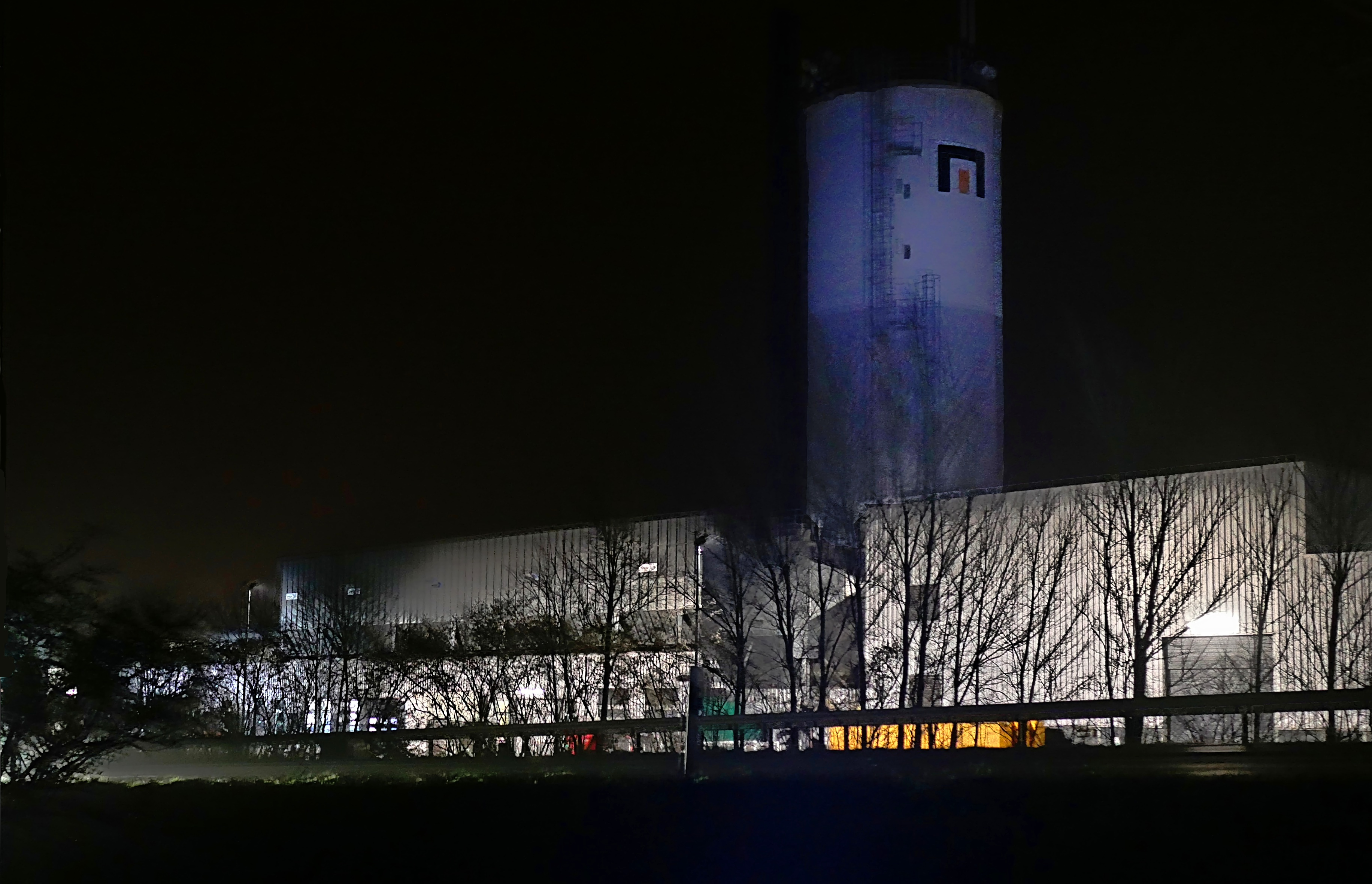
Industrieanlage

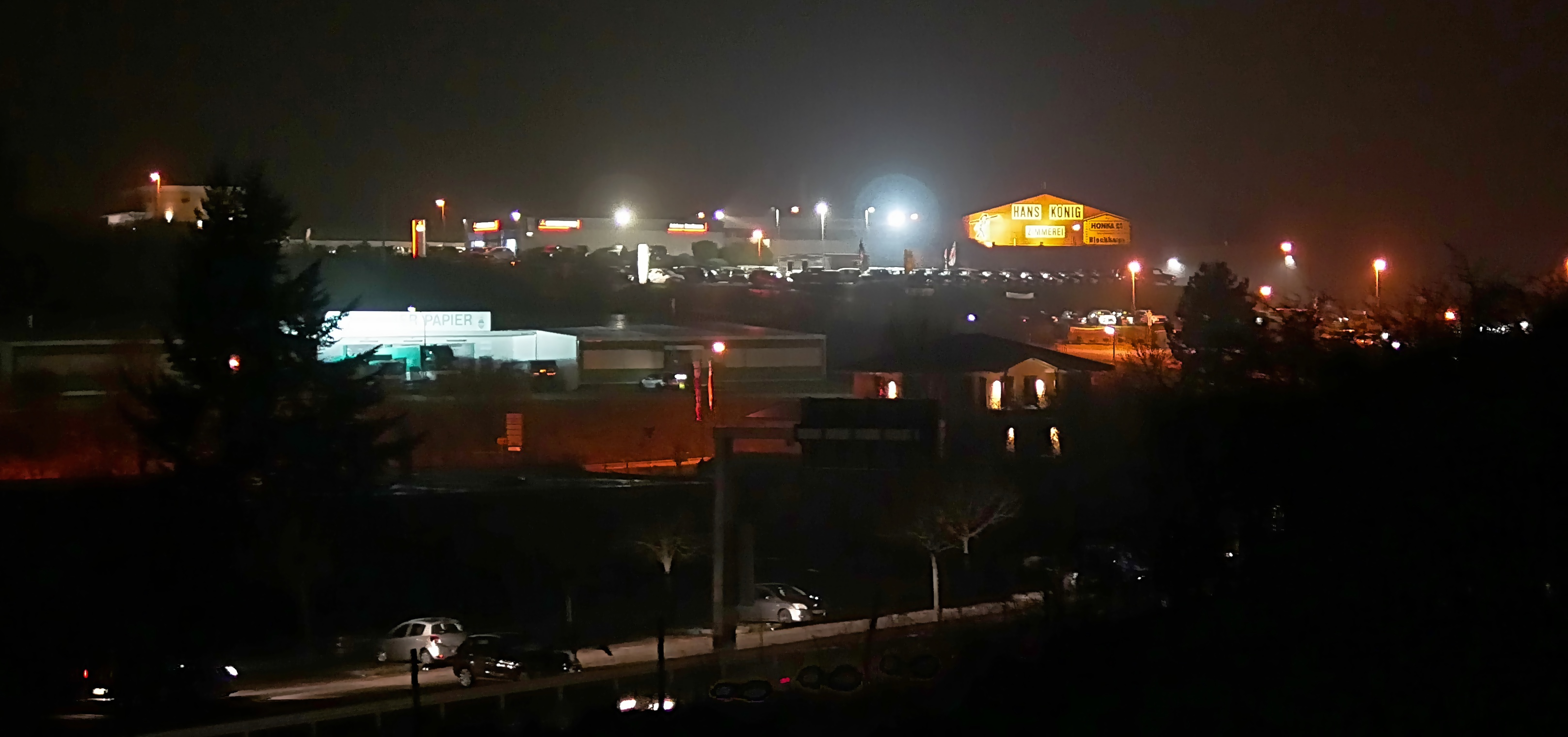
Industrieanlage

Der Gemeinderat in Trierweiler besteht aus 20 Ratsmitgliedern, die bei der Kommunalwahl am 9. Juni 2024 in einer personalisierten Verhältniswahl gewählt wurden, und dem ehrenamtlichen Ortsbürgermeister als Vorsitzendem.
Die Sitzverteilung im Gemeinderat:
| Wahl | SPD | CDU | Grüne | FWG* | FBL** | Gesamt   |
| ---- | --- | --- | ----- | ---- | ----- | -------- |
| 2024 | 3   | 6   | 2     | 4    | 5     | 20 Sitze |
| 2019 | 3   | 5   | 3     | 4    | 5     | 20 Sitze |
| 2014 | 4   | 6   | 2     | 5    | 3     | 20 Sitze |
| 2009 | 3   | 7   | 2     | 5    | 3     | 20 Sitze |
| 2004 | 4   | 7   | 2     | 5    | 2     | 20 Sitze |
| 1999 | 5   | 9   | 2     | 4    | –     | 20 Sitze |

* FWG = Freie Wählergruppe Sirzenich e. V.
** FBL = Freie Bürgerliste Trierweiler e. V.

### Bürgermeister
Dieter Müller (SPD) wurde am 12. August 2019 Ortsbürgermeister von Trierweiler. Bei der Direktwahl am 26. Mai 2019 war er mit einem Stimmenanteil von 54,54 % gewählt worden. Bei der Direktwahl am 9. Juni 2024 wurde Müller als einziger Bewerber mit 64,8 % für weitere fünf Jahre wiedergewählt.
Müllers Vorgänger waren Matthias Daleiden (FWG, Amtszeit 2004–2019) und Peter Schuster (1974–2004).

## Sehenswürdigkeiten
- Nach den Plänen von Reinhold Wirtz (1842–1898, Architekt, Kommunalkreis- und Diözesanbaumeister des Bistums Trier) wurde in den Jahren 1893 und 1894 die katholische Pfarrkirche St. Dionysius errichtet.[13]

- Naturschutzgebiet Kahlenberg am Sievenicherhof

## Wirtschaft
Unmittelbar an der Bundesstraße 51 befindet sich das Gewerbegebiet Trierweiler-Sirzenich. Stand 2018 haben sich dort Unternehmen verschiedenster Branchen angesiedelt: Industrieunternehmen. Handwerksbetriebe, Autohäuser, Logistik-, Busreise- und weitere Unternehmen.
Beim Ort befindet sich der Windpark Trierweiler.